# مگنولیا کوچک
مگنولیا کوچک (نام علمی: Magnolia minor) نام یک گونه از سرده ماگنولیا است.